# Богослужение Крестного пути
Богослужение Крестного пути или Крестный путь (лат. Via Crucis) — традиционное католическое богослужение, воссоздающее в памяти христиан основные моменты страданий крестного пути Иисуса Христа.

## Евангельское повествование
О крестном пути Иисуса Христа повествуют все четыре евангелиста, причем Матфей и Марк совершенно одинаково: «встретили одного Киринеянина, по имени Симона; сего заставили нести крест Его». Иоанн описывает этот эпизод очень кратко, ничего не сообщая о Симоне Киринейском, но говоря про Иисуса что он «неся крест Свой, Он вышел на место, называемое Лобное, по-еврейски Голгофа» (Ин. 19:17). Наиболее подробно о крестном пути рассказывает Лука:

И когда повели Его, то, захватив некоего Симона Киринеянина, шедшего с поля, возложили на него крест, чтобы нес за Иисусом. И шло за Ним великое множество народа и женщин, которые плакали и рыдали о Нем.  Иисус же, обратившись к ним, сказал: дщери Иерусалимские! не плачьте обо Мне, но плачьте о себе и о детях ваших, ибо приходят дни, в которые скажут: блаженны неплодные, и утробы неродившие, и сосцы непитавшие! тогда начнут говорить горам: падите на нас! и холмам: покройте нас! Ибо если с зеленеющим деревом это делают, то с сухим что будет?
— Лк. 23:26-31

## Описание богослужения

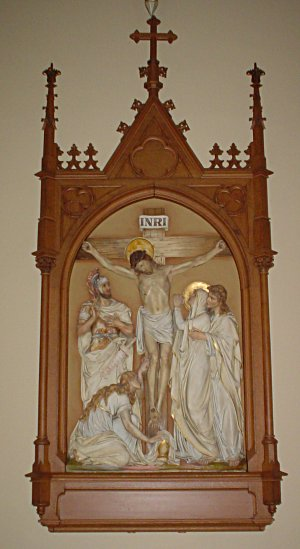
12-е стояние. Иисус умирает на кресте

Богослужение состоит из 14 стояний (stationum), представляющих собой воспоминание эпизодов крестного пути Иисуса Христа, а также вступления и заключения.
Традиционно на стенах католических храмов помещаются по периметру четырнадцать картин или скульптурных композиций, соответствующих четырнадцати стояниям крестного пути. Таким образом, молящиеся во время богослужения обходят весь храм.
Стояния крестного пути:
- I: Иисуса Христа осуждают на смерть
- II: Иисус Христос берёт крест на свои плечи
- III: Иисус Христос падает в первый раз
- IV: Иисус Христос встречает свою Мать по пути на Голгофу
- V: Симон Кириниянин помогает Иисусу Христу нести крест
- VI: Св. Вероника отирает лицо Иисусу Христу
- VII: Иисус Христос падает второй раз
- VIII: Иисус Христос утешает плачущих женщин.
- IX: Иисус Христос падает третий раз.
- X: Иисуса Христа обнажают.
- XI: Иисуса Христа прибивают ко кресту.
- XII: Иисус Христос умирает на кресте.
- XIII: Иисуса Христа снимают с креста.
- XIV: Погребение Иисуса Христа.

Каждое стояние состоит из следующих элементов:
- Возглашение названия стояния.
- Молитва крестного пути. В качестве молитвы крестного пути могут использоваться различные тексты схожего содержания:
«Поклоняемся Тебе Христе, и благословляем Тебя. Ибо Ты Святым Крестом Своим искупил мир».
«Поклоняемся Тебе, Христос, и благословляем Тебя. Ибо Ты Святым Крестом Твоим мир искупил»
«Поклоняемся Тебе, Господи Иисусе Христе, здесь и во всех церквях Твоих, какие есть во всём мире, и благословляем Тебя, ибо Ты Святым Крестом Своим искупил мир» и др.

- Чтение размышления. Размышление представляет собой текст произвольной формы, побуждающий участников богослужения глубже задуматься над тем или иным моментом Страстей Господних.
- Молитва (Отче наш, Аве Мария или другая).
- Процессия к следующему стоянию.

## Альтернативные версии
Новый состав стояний, основанный только на эпизодах, упоминающихся в канонических Евангелиях, был предложен Папой Иоанном Павлом II в Страстную Пятницу 1991 года не для замены, а в дополнение к традиционному. В 2007 году Библейский Крестный Путь утверждён Папой Бенедиктом XVI.
|       | Библейский Крестный Путь                            | Новый Крестный путь, используемый на Филиппинах |
| ----- | --------------------------------------------------- | ----------------------------------------------- |
| I.    | Иисус в Гефсимании                                  | Тайная Вечеря                                   |
| II.   | Предательство Иуды и арест                          | Гефсиманское борение                            |
| III.  | Суд Синедриона                                      | Иисус перед Синедрионом                         |
| IV.   | Отречение Петра                                     | Бичевание и терновый венец                      |
| V.    | Суд Пилата                                          | Несение Креста                                  |
| VI.   | Бичевание и терновый венец                          | Падение под крестом (не упомянуто в Евангелиях) |
| VII.  | Несение креста                                      | Симон Киринеянин несёт крест за Иисусом         |
| VIII. | Симон Киринеянин несёт крест за Иисусом             | Иисус встречает женщин Иерусалимских            |
| IX.   | Иисус встречает женщин Иерусалимских                | Распятие Иисуса                                 |
| X.    | Распятие Иисуса                                     | Раскаявшийся разбойник                          |
| XI.   | Иисус обещает Своё царство раскаявшемуся разбойнику | Богородица и апостол Иоанн у креста             |
| XII.  | Иисус говорит с Матерью и любимым учеником          | Иисус умирает на кресте                         |
| XIII. | Иисус умирает на кресте                             | Погребение Иисуса                               |
| XIV.  | Погребение Иисуса                                   | Воскресение Иисуса                              |

## Традиции

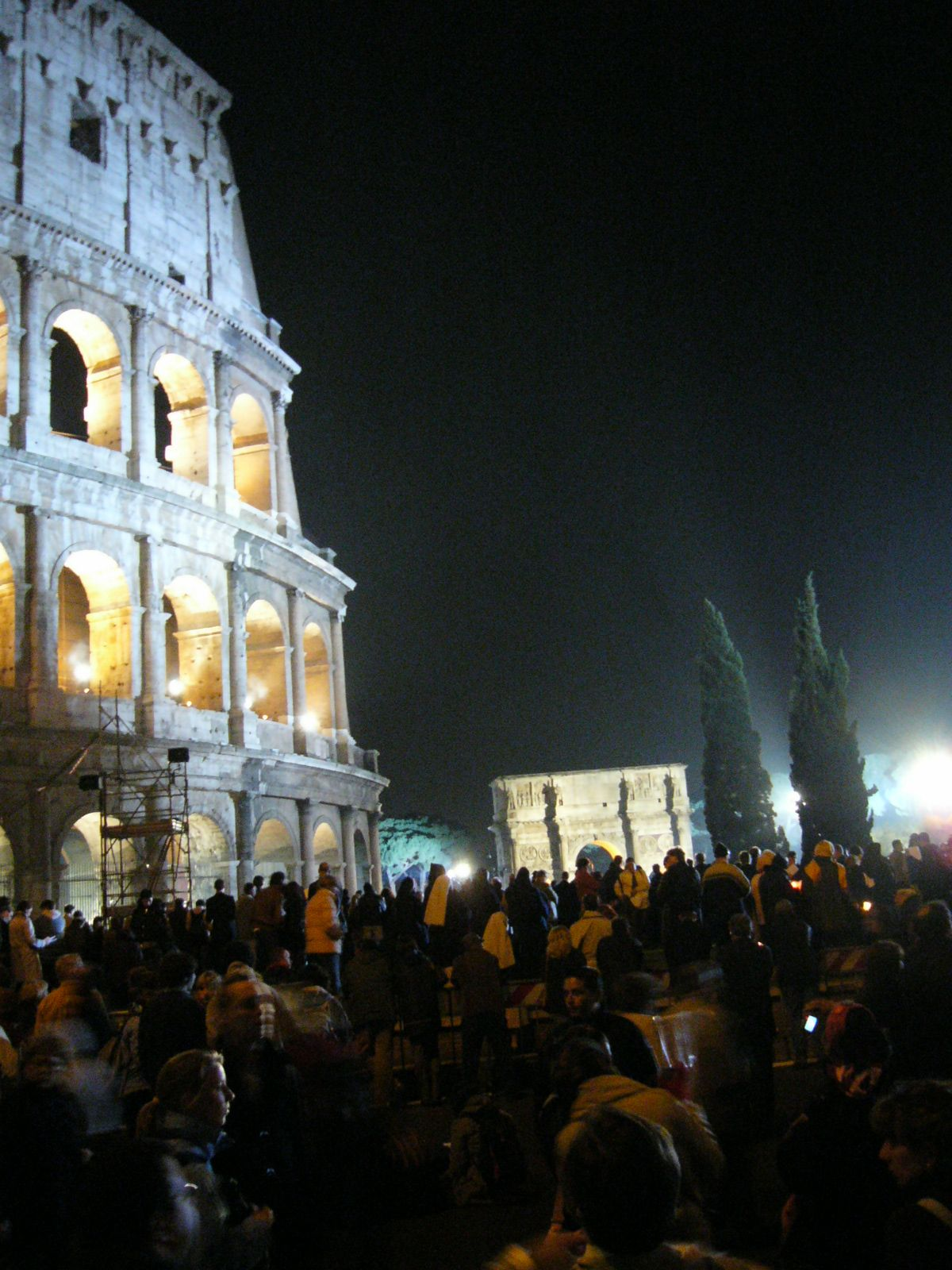
Крестный путь в Риме, 2007 год

Обычно богослужения крестного пути проводятся во время Великого поста, особенно по пятницам. Обязательно проводится крестный путь в Великую пятницу — день распятия и смерти Иисуса Христа.
Во многих католических странах, где есть монастыри или почитаемые храмы, расположенные в горах или удалённых местах, вдоль дороги ведущей к святилищу устанавливаются скульптурные или живописные изображения стояний крестного пути, также именуемые кальвариями. Богослужение крестного пути, таким образом, может быть совмещено с паломничеством.
В Иерусалиме в Страстную Пятницу проводится богослужение крестного пути на улицах города вдоль предполагаемой дороги, которой вели Христа на Голгофу, так называемой Виа Долороза.